# Marc Silk
Marc Silk (uneori menționat greșit ca Mark Silk; n. 20 decembrie 1972, Solihull, Anglia, Regatul Unit) este un actor de comedie și de voce din Solihull, Anglia.
Printre realizările sale se numără apariții în Chicken Run și ca vocea pentru SUA a lui Bob în Bob constructorul, rolul lui Aks Moe în Războiul stelelor - Episodul I: Amenințarea fantomei, Johnny Bravo, Scooby Doo și comisioane pentru Disney.

## Filmografie

### Film
- Războiul stelelor - Episodul I: Amenințarea fantomei - vocea lui Aks Moe

### Animații
- Bob the Builder - USA -vocea lui Bob the Builder
- Johnny Bravo -vocea lui Johnny Bravo - Cartoon Network UK
- Super Secret Crisis War - vocea lui Aku
- Sharky & George - diverse voci
- Roary the Racing Car - vocea lui Flash, Maxi, FB, Drifter, Hellie & Farmer Green
- Wunderkind Little Amadeus - vocea lui Leopold, Amadeus' father
- Fifi and the Flowertots - vocea lui Bumble & Slugsy
- This Way Up - nominalizare Academy Award / Oscar
- Chop Socky Chooks - Aardman
- The Pingu Show (narator)
- Legend of the Dragon - vocea lui Xuan Chi
- Pitt & Kantrop - vocea lui Prosper, Mandas.
- Albie - Cosgrove Hall Films
- Olivia - vocea lui Julian
- Tayo the Little Bus - vocea lui Ratch, Rookie, Fire Ball
- The Hive - vocea lui Jasper the Wasp
- Boblins - vocea lui Yam Yam, Bodkin, Ruddle, & Pi
- Odd Jobbers - vocea lui Bitz, Bob, Osimo
- Knight Rider- the animated show - vocea lui Michael & KITT
- Rocky and the Dodos - Cosgrove Hall Films - vocea lui Bill Bartender & Rocky
- The Lingo Show - vocea lui Lingo
- Littlest Pet Shop Lucy Cousins - vocea lui Luke the Sheep

### Crainic emisiuni TV
- The Royal Variety Show
- British Comedy Awards
- It'll Be Alright on the Night
- You've Been Framed
- A Comedy Roast
- Popstar to Operastar
- Dancing on Ice
- We Are Most Amused - Prințul Charles' 60th Birthday
- Ant & Dec's Saturday Night Takeaway
- An Audience with Neil Diamond
- An Audience with Barry Manilow - 2011
- Voice of The Disney Channel
- The Paul O'Grady Show (2013-)

### Jocuri video
- Buzz! Master Quiz PS3 / PSP
- TV Superstars PS3 Move
- Scene It - Doctor Who
- Overlord - vocea lui Gnarl & minions
- Black & White - Lionhead / EA Games -  vocea lui  Good & Evil consciences & 28 other characters
- 40 Winks - Nightcap, Threadbear & Robot Ruff.
- Seria Ape Escape  - Specter, Buzz, Spike, Monkey White (versiunile britanice)
- Gex - Alfred, Gex's butler.
- Everybody's Golf PSP
- Chicken Run (joc video) - vocea lui  Rocky The Rooster
- PlayStation All-Stars Battle Royale - Spike, Specter, Narrator (MediEvil), Nick

### Reclame TV
- Doctor Who - diverse reclame birtanice
- Cookie Crisp - vocea lui Chip the Wolf, the most recent Nestle animated mascot.
- Bounce Bounce Tigger - vocea lui Tigger - Disney toy commercial / Ravensburger
- Orange - mobile phone national TV campaign
- Super Mario Bros Wii
- Peter Kay - The Sound Of Laughter USA Movie Trailer Voice
- Ben 10 - Ultimate Alien Cosmic Destruction Computer Game
- Scooby Doo - Mystery Mansion voice of Scooby & Shaggy
- Scooby Doo - Rumble & Roll voice of Shaggy
- Coronation Street - Cadbury sponsorship & Harveys Sponsorship
- Walt Disney World Resort - USA Magic Kingdom, EPCOT, Animal Kingdom, Disney Studios

### Radio
- Stephen Nolan Show - BBC Radio Ulster
- Station Voiceover - FM104 Dublin